# Neorhacodes enslini
Neorhacodes enslini là một loài tò vò trong họ Ichneumonidae.